# Целминьш, Вия
Ви́я Це́лминьш (в латвийских источниках упоминается как Вия Целминя; англ. Vija Celmins; латыш. Vija Celmiņa; 25 октября 1938 года, Рига) — американская художница и график латышского происхождения. Получила известность как представительница американского фотореализма.

## Биография
Вия родилась в Риге 25 октября 1938 года. В 1945 во время окончания Второй мировой войны семья Целминьш бежала в Восточную Германию, а в 1948 году перебрались в Индианаполис. С 1955 по 1962 год училась в Школе искусств Индианаполиса. В 1965 году получила степень магистра Калифорнийского Университета в Лос-Анджелесе.

## Творчество
Вия Целминьш участвовала с персональными выставками во многих музеях мира, таких как: Музей американского искусства Уитни, Институт современного искусства, Метрополитен-музей, Музей современного искусства, Музей искусств округа Лос-Анджелес, Центр Помпиду, Музей Людвига, Винтертурский художественный музей, Чикагский институт искусств, Балтиморский художественный музей и других.
Самая дорогая ее работа Вии Целминии стала картина Night Sky #14 (1996—1997), проданная в 2013 году на аукционе Christie’s за $2,4 млн.

## Награды
- Командор ордена Трёх звёзд (28 октября 2019 года, Латвия)[5].
- Императорская премия (2023, Япония).
- Премия Хафтмана (2009).